# Jämtkraft Arena
La Jämtkraft Arena est un stade de football situé à Östersund, en Suède.
Le stade est utilisé par l'équipe masculine de l'Östersunds FK et par l'équipe féminine de l'Östersunds DFF depuis son inauguration en 2007. Il doit son nom à l'entreprise énergétique locale Jämtkraft AB, qui le sponsorise depuis son inauguration.
La capacité du stade s'élève à 8 466 places.

## Histoire
Le stade est inauguré le 13 juillet 2007 et accueille son premier match le lendemain, à l'occasion de la réception du club gallois de Swansea City par le club local de l'Östersunds FK pour un match amical (victoire des visiteurs sur le score de 5-2).
Le stade a notamment accueilli les matchs de la Coupe du monde de football ConIFA 2014, ainsi que la finale de la Coupe de Suède 2016-2017 opposant l'Östersunds FK à l'IFK Norrköping le 13 avril 2017 : il a alors établi un nouveau record d'affluence, avec 8 369 spectateurs. La victoire de l'Östersunds FK sur le score de 4-1 a permis au club de se qualifier ensuite en Ligue Europa, ce qui a obligé à agrandir le stade : passage du nombre de sièges de 5 000 à 8 000 et élargissement du terrain de 65 à 68 mètres, pour un coût estimé de 20 à 25 millions de couronnes suédoises,.